# Kids' Choice Sports 2017
La 4ª edizione dei Kids' Choice Sports si è tenuta il 13 luglio 2017 al padiglione Pauley Pavilion di Los Angeles ed è stata trasmessa il 16 luglio 2017 sulle reti USA del network Nickelodeon. 
L'edizione è stata condotta per la terza volta di fila dal giocatore di football americano Russell Wilson.

## La giuria
È stata presediuta una giuria per confermare la correttezza delle votazioni e delle categorie, nonché di fornire delle opinioni dettate dall'esperienza sportiva dei componenti. La giuria è stata composta da volti dello sport statunitense (Baron Davis, Ken Griffey Jr., Lisa Leslie, Cal Ripken Jr., Deion Sanders, Misty May-Treanor, Michael Phelps, Tony Hawk) e dirigenti sportivi (Andy Elkin, Tracy Perlman, Jeff Schwartz, Jill Smoller, Leah Wilcox, Alan Zucker e Zane Stoddard).

## Vincitori e candidature
I vincitori sono indicati in grassetto.

### Miglior atleta uomo
- Stephen Curry (Basket)
- LeBron James (Basket)
- Cristiano Ronaldo (Calcio)
- Dale Earnhardt Jr. (NASCAR)
- Kris Bryant (Baseball)
- Tom Brady (Football americano)

### Miglior atleta donna
- Simone Biles (Ginnastica artistica)
- Alex Morgan (Calcio)
- Katie Ledecky (Nuoto)
- Mikaela Shiffrin (Sci alpino)
- Nneka Ogwumike (Basket)
- Serena Williams (Tennis)

### Nuovo arrivato preferito
- Laurie Hernandez (Ginnastica artistica)
- Breanna Stewart (Basket)
- Corey Seager (Baseball)
- Dak Prescott (Football americano)
- Dario Šarić (Basket)
- Simone Manuel (Nuoto)

### Mani d'oro
- Odell Beckham Jr. (Football americano)
- Julian Edelman (Football americano)
- Antonio Brown (Football americano)
- Braden Holtby (Hockey su ghiaccio)
- Ian Kinsler (Baseball)
- Adrián Beltré (Baseball)

### Giocatore da ultimo tiro
- Russell Westbrook (Basket)
- Alex Morgan (Calcio)
- Katie Ledecky (Nuoto)
- Mike Trout (Baseball)
- Sergio García (Golf)
- Sidney Crosby (Hockey su ghiaccio)
- Stephen Curry (Basket)
- Tom Brady (Football americano)

### Mosse più folli
- Kevin Durant (Basket)
- Carli Lloyd (Calcio)
- James Harden (Basket)
- Kyrie Irving (Basket)
- Le'Veon Bell (Football americano)
- Patrick Kane (Hockey su ghiaccio)

### Non provateci a casa
- Keala Kennelly (Surf)
- Alise Post (BMX)
- Connor Fields (BMX)
- Hailey Langland (Snowboard)
- Mark McMorris (Snowboard)
- Lizzie Armanto (Skateboard)
- Nyjah Huston (Skateboard)

### Re dello stile
- Russell Wilson (Football americano)
- Von Miller (Football americano)
- Cam Newton (Football americano)
- Cristiano Ronaldo (Calcio)
- DeAndre Jordan (Basket)
- Rickie Fowler (Golf)

### Regina dello stile
- Serena Williams (Tennis)
- Caroline Wozniacki (Tennis)
- Danica Patrick (NASCAR)
- Lizzie Armanto (Skateboard)
- Skylar Diggins (Basket)
- Torah Bright (Snowboard)

### Best Cannon
- Serena Williams (Tennis)
- Aaron Rodgers (Football americano)
- Andy Murray (Tennis)
- Justin Verlander (Baseball)
- Matt Ryan (Football americano)
- Max Scherzer (Baseball)

### Biggest Powerhouse
- Claressa Shields (Pugilato)
- David Ortiz (Baseball)
- DeMarcus Cousins (Basket)
- Mike Trout (Baseball)
- Von Miller (Football americano)

### Need for Speed
- Usain Bolt (Atletica leggera)
- Allyson Felix (Atletica leggera)
- Dale Earnhardt Jr. (NASCAR)
- Danica Patrick (NASCAR)
- Jimmie Johnson (NASCAR)
- Katie Ledecky (Nuoto)
- Lewis Hamilton (Formula 1)

### Premio Leggenda
- Michael Phelps

### Premio #SEEHER
- Simone Manuel